# Новіков Ігор Олександрович
Ігор Олександрович Новіков (23 травня 1962, Харків) — американський (раніше український) шахіст, гросмейстер (1990). Чемпіон України 1989 року. 

У складі збірної України срібний призер шахової олімпіади 1996 та чемпіонату Європи 1992 років.
Його рейтинг станом на лютий 2025 року — 2490 (682-ге місце у світі, 45-те — у США).

## Результати виступів у національних чемпіонатах
| Рік  | Місто     | Турнір                 | + | − | =  | Результат | Місце   |
| ---- | --------- | ---------------------- | - | - | -- | --------- | ------- |
| 1980 | Харків    | 49-й чемпіонат України |   |   |    | 7½ з 13   | 17 — 23 |
| 1982 | Ялта      | 51-й чемпіонат України | 4 | 4 | 7  | 7½ з 15   | 8 — 9   |
| 1984 | Львів     | 51-й чемпіонат СРСР    | 4 | 3 | 10 | 9 з 17    | 5 — 8   |
| 1986 | Київ      | 55-й чемпіонат України | 4 | 0 | 11 | 9½ з 15   | Bronze  |
| 1989 | Херсон    | 58-й чемпіонат України | 6 | 0 | 9  | 10½ з 15  | Gold    |
| 1990 | Ленінград | 57-й чемпіонат СРСР    | 1 | 4 | 8  | 5 з 13    | 12      |
| 1991 | Москва    | 58-й чемпіонат СРСР    | 1 | 0 | 10 | 6 з 11    | 15 — 22 |
| 2005 | Сан-Дієго | 49-й чемпіонат США     | 4 | 3 | 2  | 5 з 9     | 18 — 31 |
| 2006 | Сан-Дієго | 50-й чемпіонат США     | 3 | 1 | 5  | 5½ з 9    | 9 — 10  |

## Турнірні досягнення
- Львів (1986)  — 1 місце;
- Ташкент (1986)  — 1 місце;
- Поляниця-Здруй (Меморіал А. Рубінштейна[4],1989)  — 1 місце;
- Будапешт (1989)  — 1 місце;
- Будапешт (1991)  — 2-3 місця;
- Алушта[5] (1992) — 1 місце;
- Миколаїв (Зональний турнір[6], 1995)  — 4-5 місця;
- Донецьк (Зональний турнір[7], 1998)  — 2-3 місця;
- Нью-Йорк  (2001) — 1 місце;

## Результати виступів у складі збірних України та США
Ігор Новіков зіграв за збірну України та за збірну США у чотирьох та двох командних турнірах відповідно. 

У складі збірної України Новіков виборов дві срібні нагороди чемпіонату Європи (1992) та шахової олімпіади (1996). 

Загалом у командних змаганнях Ігор Новіков зіграв 36 партій, в яких набрав 20½ очка (+11=19-6), що становить 59,9% можливих очок, в тому числі у складі збірної України — 13½ очка (+7=13-5), що становить 54,0% можливих очок.
| Рік  | Турнір                | Місто     | Збірна  | Шахів- ниця | Рейтинг | + | = | − | Результат | % очок | Турнірний рейтинг | Командне місце | Особисте місце |
| ---- | --------------------- | --------- | ------- | ----------- | ------- | - | - | - | --------- | ------ | ----------------- | -------------- | -------------- |
| 1992 | 30-а шахова олімпіада | Маніла    | Україна | резерв      | 2580    | 3 | 3 | 0 | 4½ з 6    | 75,0   | 2680              | 9              |                |
| 1992 | 10-й чемпіонат Європи | Дебрецен  | Україна | резерв      | 2585    | 2 | 4 | 1 | 4 з 7     | 57,1   | 2512              | Silver         | 14             |
| 1996 | 32-а шахова олімпіада | Єреван    | Україна | 4           | 2585    | 2 | 4 | 2 | 4 з 8     | 50,0   | 2474              | Silver         |                |
| 1997 | 4-й чемпіонат світу   | Люцерн    | Україна | 2 резерв    | 2590    | 0 | 2 | 2 | 1 з 4     | 25,0   | 2315              | 5              |                |
| 2004 | 36-а шахова олімпіада | Кальвія   | США     | 1 резерв    | 2588    | 3 | 5 | 0 | 5½ з 8    | 68,8   | 2629              | 4              | 13             |
| 2005 | 6-й чемпіонат світу   | Беер-Шева | США     | 2 резерв    | 2580    | 1 | 1 | 1 | 1½ з 3    | 50,0   | 2461              | 5              |                |